# Мазаев, Павел Николаевич
Па́вел Никола́евич Маза́ев (8 июля 1902, Самарканд — 5 июля 1995, Москва) — советский рентгенолог, член-корреспондент Академии медицинских наук СССР (1963), кандидат медицинских наук, заслуженный деятель науки РСФСР и Узбекской ССР. Член КПСС.

## Биография
Родился в 1902 году в семье военного инженера. Был третьим ребенком в семье. После выхода отца в отставку семья переехала из Поволжья в Среднюю Азию. В Самарканде отец Мазаева служил на участке Средне-азиатской железной дороги. В 1926 году он умер.
В 1928 году окончил медицинский факультет Томского университета. Позже работал в Ленинградском институте усовершенствования врачей и в Научно-исследовательском институте рентгенологии и радиологии в Москве. С 1948 года работал в институте хирургии имени А. В. Вишневского АМН СССР.
В 1949 году защитил докторскую диссертацию на тему о прижизненной вазографии. С 1952 года Мазаев написал около 200 научных работ, включая 22 монографии. Он первый в СССР создал метод фармакоангиографии. Он выполнил исследования по рентгенодиагностике пороков сердца, заболеваний желчевыводящих путей и отдаленных последствий слепых огнестрельных ранений легких. «Атлас ангиокардиографии», созданный им с Александром Александровичем Вишневским, является важной работой по диагностике врожденных пороков сердца и сосудов.
Мазаев исследовал возможности вазографических методов в клинике хирургических заболеваний периферических сосудов, портальной системы и в диагностике воспалительно-нагноительных и опухолевых заболеваний легких.
Впервые в СССР применил ангиокардиокинематографию для изучения кровообращения при острой кровопотере и переливании крови. Также разработал методику вазографии для изучения проницаемости сосудов при патологических процессах.
За работы по аутотрацсплантации и приживлению конечностей с восстановлением функций у животных.
Под его руководством было написано более 90 диссертаций, включая 40 докторских.
Он был заместителем академика-секретаря отделения клинической медицины АМН СССР, редактором редакции отдела «Лучевая диагностика» БМЭ, членом президиума Всесоюзного научного общества рентгенологов и радиологов.
Похоронен на Троекуровском кладбище в Москве.

## Награды
- Орден «Знак Почёта»
- премия имени H. Н. Бурденко АМН СССР (1953)
- Заслуженный деятель науки РСФСР и Узбекской ССР
- Медаль «За оборону Ленинграда»
- Медаль «За победу над Германией в Великой Отечественной войне 1941—1945 гг.»
- Почетная грамота Президиума Верховного Совета Туркменской ССР
- Диплом премии им. Г. Ф. Ланга (1981)

## Сочинения
- Рентгенологические наблюдения над воздействием фармакологических и термических факторов на периферическое кровообращение (экспериментальное исследование), диссертация, в кн.: Вопр. общ. и частн. рентгенол., под ред. С. А. Рейнберга, в. 2, стр. 7, Москва— Ленинград, 1937
- Кровообращение при отморожениях, Хирургия, № 7, стр. 26, 1942
- Кровообращение пересаженной конечности, Прижизненное рентгено-вазографическое исследование, там же, № 5, стр. 48, 1949 (совместно с другими)
- Проблема пересадки органов, там же, № 8, стр. 5, 1952 (совместно с другими)
- Спленопортография, Москва, 1962 (совместно с Шишкиным В. П.)
- Атлас ангиокардиографии, Ереван, 1963 (совместно с другими)
- Отдаленные последствия слепых огнестрельных ранений легких, Москва, 1965 (совместно с другими)
- Механическая желтуха, Ташкент, 1971 (совместно с другими);
- Рентгенодиагностика сочетанных ревматических пороков сердца, Москва, 1974 (совместно с другими)
- Периферический рак легкого, Ташкент, 1977 (совместно с другими)